# Srednji svet
Srednji svet (angleško Middle-Earth) je območje na Ardi, fantazijskem svetu, ki ga je ustvaril J.R.R. Tolkien kot podlago za svoja literarna dela. Izraz Middle-Earth je dobeseden prevod skandinavskega izraza Midgard, ki pomeni ta svet, svet ljudi. V Srednji svet je postavljeno dogajanje v knjigah Gospodar prstanov, Hobit in (večinoma) Silmarillionu.

## Zgodovina
Eru Iluvatar je v začetkih časa ustvaril ajnurje, jim predložil glasbene teme, oni pa so peli pred njim. O tem govori Ainulindalë Sillmarilliona. Nekoč jim je Eru oznanil posebno mogočno temo, in ko so peli, se je pred njimi stkalo videnje Arde, sveta. Nekateri izmed ajnurjev so se tako, ko jim je Eru ponudil to možnost, odločili spustiti se na novonastali svet in v njem zaživeti. Valarji, kakor so se poslej imenovali, so svet našli še neobdelan, daleč od tistega, kar jim je prikazalo videnje, in lotili so se ustvarjanja. Pri tem so jim pomagali tudi nižji duhovi, tako imenovani Majarji.
Vendar si je najmogočnejši izmed Valarjev, Melkor, zaželel oblasti, in je postopoma začel uničevati stvaritve ostalih, tako so se ti počasi naveličali vedno znova popravljati ruševine njihovega dela in so se odselili v Aman, v mesto Valinor, Srednji svet pa prepustili njegovi hudobiji. Melkor si je postavil trdnjavo Utumno in na svojo stran začel pridobivati druge Majarje, med pomembnejšimi balroge in Saurona.
Valarji so dolgo omahovali, ali naj ga napadejo, vendar pa se je bližal čas, v katerem je bil napovedan prihod vilinov, prvorojenih otrok Iluvatarja, zato so naposled sklenili, da morajo Srednji svet osvoboditi izpod Melkorjeve vladavine. Melkorja so odvedli v Aman, kjer mu je bilo namenjeno preživeti tri veke v ujetništvu.  
V času po uničenju Utumna so valarji (Oromë) prvič naleteli na viline. Poskušali so jih prepričati, naj pojdejo z njimi v Aman, da bi zaživeli v svetlobi dreves, Telperiona in Laurelina. Vilini so tako začeli pod vodstvom Oromëja korakati čez Srednji svet v Aman. Nekateri so si med pohodom premislili in ostali v Srednjem svetu, postali so znani kot Sivi vilini ali Sindari.
Sindari so sami kljubovali Morgothu (njihovi največji kraljestvi sta bili Ossiriand in Doriath), dokler niso zaradi izgnanstva iz Valinorja prišli Noldori in ustanovili druga kraljestva. Mir so v Beleriandu ohranjali predvsem z nenehnim obleganjem Morgothove druge trdnjave (Angband). Po koncu vojne za dragulje se je površje Srednjega sveta popolnoma spremenilo v stanje, kot je pozneje prikazano v Gospodarju prstanov.